# 東京家庭裁判所
東京家庭裁判所（とうきょうかていさいばんしょ）は、東京都千代田区にある日本の家庭裁判所の一つで、東京都を管轄している。略称は、東京家裁（とうきょうかさい）。立川に支部を、八丈島、伊豆大島に出張所を置いている。

## 所在地
- 本庁 - 東京都千代田区霞が関1丁目1-2（東京家庭・簡易裁判所合同庁舎）　北緯35度40分29.1秒 東経139度45分14.3秒 / 北緯35.674750度 東経139.753972度
丸ノ内線・日比谷線霞ケ関駅B1a出口から徒歩約1分。
千代田線霞ケ関駅C1出口から徒歩約5分。
有楽町線桜田門駅5番出口から徒歩約10分。
日比谷線・千代田線・三田線日比谷駅A10出口から徒歩約10分。
- 立川支部 - 東京都立川市緑町10-4　北緯35度42分43.3秒 東経139度24分39.2秒 / 北緯35.712028度 東経139.410889度
多摩都市モノレール高松駅から徒歩約5分。
JR中央線・青梅線・南武線立川駅北口から徒歩約25分。
- 八丈島出張所 - 東京都八丈島八丈町大賀郷1485-1　北緯33度6分7.8秒 東経139度48分1.8秒 / 北緯33.102167度 東経139.800500度
八丈島空港から車で約10分。
底土港から車で約15分。
- 伊豆大島出張所 - 東京都大島町元町字家の上445-10　北緯34度44分59.3秒 東経139度21分49.6秒 / 北緯34.749806度 東経139.363778度
大島空港から車で約8分。
元町港から徒歩約15分。

## 管轄
- 本庁 - 特別区の存する区域（東京23区）、三宅村、御蔵島村、小笠原村
- 立川支部 - 三多摩（多摩地域）
- 八丈島出張所 - 八丈支庁の所管区域（八丈町、青ヶ島村）
- 伊豆大島出張所 - 大島支庁の所管区域（大島町、利島村、新島村、神津島村）
  - 出張所で取り扱う事務は、家事事件手続法で定める家庭に関する事件の審判及び調停に関する事件のみである。出張所で取り扱わない事務は、本庁が管轄する。

### その他
16歳未満の子が国境を越えて不法に日本へ連れ去られた場合などにおける子の返還に関する紛争事件を本庁が専属で取り扱う。（子の住所地が福井、岐阜、三重の各県以東にある場合および子の住所地が不明の場合）

## 歴代所長
任期の後ろは後職
- 矢口洪一（1978年 - 1980年3月　最高裁判所事務総長）
- 千葉和郎（1983年 - 1985年　福岡高等裁判所長官）
- 野田愛子（1985年 - 1987年　札幌高等裁判所長官）
- 中島一郎（1987年 - 1988年4月　参議院法制局長）
- 北川弘治（1994年 - 1997年　福岡高等裁判所長官）
- 三宅弘人（1997年 - 1999年5月　定年退官、桐蔭横浜大学教授）
- 青山正明（1999年5月16日 - 2000年8月29日　福岡高等裁判所長官）
- 濱崎恭生（2000年8月 - 2002年5月　名古屋高等裁判所長官）
- 中込秀樹（2002年5月 - 2005年1月　名古屋高等裁判所長官）
- 細川清（2005年1月 - 2007年2月　名古屋高等裁判所長官）
- 門口正人（2007年2月 - 2009年8月　名古屋高等裁判所長官）
- 山崎恒（2009年8月 - 2011年2月　札幌高等裁判所長官）
- 西岡清一郎（2011年2月 - 2013年3月　広島高等裁判所長官）
- 小川正持（2013年3月 - 2014年7月　定年退官、司法試験考査委員）
- 貝阿彌誠（2014年7月 - 2015年6月　東京地方裁判所長）
- 田村幸一（2015年6月 - 2017年9月　高松高等裁判所長官）
- 大門匡（2017年9月 - 2018年8月 広島高等裁判所長官)
- 甲斐哲彦（2018年8月 - 2020年12月 定年退官)
- 杉原則彦（2020年12月 - 2021年11月 定年退官)
- 中里智美（2022年11月 - 2022年7月 福岡高等裁判所長官)
- 若園敦雄（2022年7月 - 2023年6月 定年退官)
- 村田斉志（2023年6月 - )